# Episodi di Detective McLean
La prima e unica stagione della serie televisiva Detective McLean, composta da 10 episodi, è stata trasmessa sul canale statunitense Up TV dal 12 agosto al 14 ottobre 2015. 
In Italia, la stagione è stata trasmessa in prima visione assoluta su Giallo, dal 7 marzo al 4 aprile 2016.
| nº | Titolo originale     | Prima TV USA      | Prima TV Italia |
| -- | -------------------- | ----------------- | --------------- |
| 1  | Pilot                | 12 agosto 2015    | 7 marzo 2016    |
| 2  | A Fresch Start       | 19 agosto 2016    | 7 marzo 2016    |
| 3  | Ghosts               | 26 agosto 2015    | 14 marzo 2016   |
| 4  | It Doesn't Show      | 2 settembre 2015  | 14 marzo 2016   |
| 5  | United Front         | 9 settembre 2015  | 21 marzo 2016   |
| 6  | Controlled Substance | 16 settembre 2015 | 21 marzo 2016   |
| 7  | The Whole Picture    | 23 settembre 2015 | 28 marzo 2016   |
| 8  | Paying For It        | 30 settembre 2015 | 28 marzo 2016   |
| 9  | Legacy               | 7 ottobre 2015    | 4 aprile 2016   |
| 10 | Protect and Serve    | 14 ottobre 2015   | 4 aprile 2016   |